# Bendemeer, New South Wales
Bendemeer là một đô thị thuộc New England, New South Wales, Úc.

## Lịch sử
Những cư dân gốc của đất này là thổ dân của tộc Kamilaroi. Khu định cư châu Âu đầu tiên là vào năm 1834, với việc thành lập một trạm cừu tại một con sông băng qua những gì sau này trở thành sông McDonald. Đến năm 1851 một ngôi làng nhỏ đã phát triển quanh trạm, được biết đến như là sông McDonald. 
Năm 1854 ngôi làng được đổi tên thành Bendemeer sau một dòng trong bài báo năm 1817 của Lalla-Rookh của Thomas Moore: